# Sphaerozetes firthensis
Sphaerozetes firthensis är en kvalsterart som beskrevs av Valerie M. Behan-Pelletier 1986. Sphaerozetes firthensis ingår i släktet Sphaerozetes och familjen Ceratozetidae. Inga underarter finns listade i Catalogue of Life.